# Мечети Нуакшота
Мечети Нуакшота — мечети в столице Мавритании городе Нуакшот.

## История
До 1957 года на месте Нуакшота был небольшой поселок. Строительство города Нуакшот началось в 1958 году, поэтому все мечети города были построены после этого года. Часть мечетей в Нуакшоте построена за счет иностранных спонсоров. Так Мечеть Ульд Абас построена за средства правительства Туниса, Марокканская мечеть построена на средства на средства короля Марокко Хасана II, Саудовская мечеть построена на средства на средства Саудовской Аравии. Самой старой мечетью Нуакшота является Мечеть Ульд Абас, построенная в 1963 году. В 2016 году в Нуакшоте начато строительство Великой мечети, которая по замыслу архитекторов должна вместить 15 000 верующих. На её строительство из бюджета выделено 12 миллиардов долларов США.

## Список мечетей Нуакшота
Не полный список мечетей города Нуакшот построенных в период с 1957 года по наше время.
| № | Названиетат.        | Адрес                                            | Год постройки                          | Примечание                                                               | Изображение |
| - | ------------------- | ------------------------------------------------ | -------------------------------------- | ------------------------------------------------------------------------ | ----------- |
| 1 | Мечеть Ульд Абас    |                                                  | 1963                                   | Самая старая мечеть Нуакшота. Построена на средства правительства Туниса |             |
| 2 | Джума-мечеть        | пр. Гамаль Абдель Насер                          |                                        |                                                                          |             |
| 3 | Марокканская мечеть |                                                  | 70-е года XX века                      | Построена на средства на средства короля Марокко Хасана II               |             |
| 4 | Саудовская мечеть   |                                                  | 2004 год                               | Построена на средства на средства Саудовской Аравии                      |             |
| 5 | Мечеть Тевраг Зейна |                                                  |                                        |                                                                          |             |
| 6 | Великая мечеть      | Пересечение улиц И’эспуар и Утилизасьон де Акжуж | Строительство начато в конце 2016 года | Стоимость постройки мечети составила 12 миллиардов долларов США          |             |